# Karikeiyaku no Cinderella
«Karikeiyaku no Cinderella» (яп. 仮契約のシンデレラ Карикэйяку но синдэрэра, «Золушка на временном трудовом договоре») — дебютный мэйджор-сингл японской идол-группы Shiritsu Ebisu Chugaku. Вышел в Японии 5 мая 2012 года на лейбле Defstar Records.

## История
Издав 6 независимых синглов, последние несколько из которых попали в хит-парад «Орикона», группа анонсировала подписание временного контракта с мэйджором Defstar Records (Sony Music Entertainment Japan) на выход сингла, озаглавленного, что интересно, «Karikeiyaku no Cinderella» («Золушка на временном трудовом договоре»). Выход сингла был намечен на День Ребёнка 5 мая 2012 года. Церемония подписания была обставлена как шоу с мини-концертом группы и прошло в присутствии многочисленной аудитории поклонников.
Сингл был издан на CD в трёх версиях: «субкультурной» (обычной), лимитированной «Э» и лимитированной «Би».
Сингл «Karikeiyaku no Cinderella» дебютировал на 7 месте в дневном хит-параде Орикона за 1 мая. Достигнув 2-го места в один из дней, по итогам недели сингл занял также 7 место.

## Композиция
В песне «Karikeiyaku no Cinderella» использован фрагмент пьесы Людвига ван Бетховена «К Элизе».

## Состав
Shiritsu Ebisu Chugaku:
Мидзуки, Рика Маяма, Нацу Анно, Аяка Ясумото, Айка Хирота, Мирэй Хосина, Хироно Судзуки, Рина Мацуно, Хината Касиваги

## Список композиций

### Лимитированное издание «Э» («А»)
| №  | Название | Автор(ы)                                         | Длительность |
| -- | --- | ------------------------------------------------ | ------------ |
| 1. | «Karikeiyaku no Cinderella» (仮契約のシンデレラ «Золушка на временном трудовом договоре»)                                                  | Кацухико Сугияма (слова, музыка и аранжировка)   | 4:43         |
| 2. | «Houkago Getabako Rock'n'Roll MX» (放課後ゲタ箱ロッケンロールMX Хо:каго гетабако роккэнро:ру Эммуэксу «Рок-н-ролл шкафчиков для обуви MX») | Кэнъити Маэямада (слова, музыка и аранжировка)   | 4:31         |
| 3. | «Agero! Ebi Fry» (揚げろ!エビフライ Агэро! Эбифурай)                                                                                       | Кадзунори Ватанабэ (слова, музыка и аранжировка) | 4:07         |
| 4. | «Karikeiyaku no Cinderella (Less Vocal)»                                                                                                   |                                                  |              |
| 5. | «Hōkago Getabako Rock'n'Roll MX (Less Vocal)»                                                                                              |                                                  |              |
| 6. | «Agero! Ebi Fry (Less Vocal)» |                                                  |              |

### Лимитированное издание «Би» («Б»)
| №  | Название                                          | Автор(ы)                                          | Длительность |
| -- | ------------------------------------------------- | ------------------------------------------------- | ------------ |
| 1. | «Karikeiyaku no Cinderella»                       |                                                   |              |
| 2. | «Hōkago Getabako Rock'n'Roll MX»                  |                                                   | 4:31         |
| 3. | «Utae! Odore! Ebii Dada!» (歌え!踊れ!エビーダダ!) | Сацуки га Тэнкомори (слова, музыка и аранжировка) | 5:00         |
| 4. | «Karikeiyaku no Cinderella (Less Vocal)»          |                                                   |              |
| 5. | «Hōkago Getabako Rock'n'Roll MX (Less Vocal)»     |                                                   |              |
| 6. | «Utae! Odore! Ebii Dada! (Less Vocal)»            |                                                   |              |

### «Субкультурное издание» (обычное)
| №  | Название                                             | Автор(ы)                                  | Длительность |
| -- | ---------------------------------------------------- | ----------------------------------------- | ------------ |
| 1. | «Karikeiyaku no Cinderella» (仮契約のシンデレラ)     |                                           |              |
| 2. | «Hōkago Getabako Rock'n'Roll MX»                     |                                           | 4:31         |
| 3. | «Kekka Allright» (歌え!踊れ!エビーダダ! Кэкка О:рай) | Аюми Тамура (слова, музыка и аранжировка) | 4:05         |
| 4. | «Karikeiyaku no Cinderella (Less Vocal)»             |                                           |              |
| 5. | «Houkago Getabako Rock'n'Roll MX (Less Vocal)»       |                                           |              |
| 6. | «Kekka Allright (Less Vocal)»                        |                                           |              |

## Чарты
| Чарт (2012)                                | Наив. поз. |
| ------------------------------------------ | ---------- |
| Oricon Daily Singles Chart                 | 2          |
| Oricon Weekly Singles Chart                | 7          |
| Oricon Monthly Singles Chart               | 30         |
| Billboard Japan Hot 100                    | 15         |
| Billboard Japan Hot Top Airplay            | 26         |
| Billboard Japan Hot Singles Sales          | 6          |
| Billboard Japan Adult Contemporary Airplay | 98         |